# Кубок Нідерландів з футболу 2025—2026
Кубок Нідерландів з футболу 2025–2026 — 108-й розіграш кубкового футбольного турніру в Нідерландах. Титул захищає Гоу Егед Іглз.

## Календар
| Раунд                   | Дата               | Матчі | Клуби   |
| ----------------------- | ------------------ | ----- | ------- |
| Перший попередній раунд | 2-3 вересня 2025   |       | →       |
| Другий попередній раунд | 23-24 вересня 2025 |       | →       |
| Перший раунд            | 28-30 жовтня 2025  |       | → 32    |
| 1/16 фіналу             | 16-18 грудня 2025  | 16    | 32 → 16 |
| 1/8 фіналу              | 13-15 січня 2026   | 8     | 16 → 8  |
| 1/4 фіналу              | 3-5 лютого 2026    | 4     | 8 → 4   |
| 1/2 фіналу              | 3-5 березня 2026   | 2     | 4 → 2   |
| Фінал                   | 19 квітня 2026     | 1     | 2 → 1   |